# Giuseppe Setaro
Giuseppe Setaro (Muro Lucano, 1º novembre 1934 – Bergamo, 15 aprile 2014) è stato un traduttore, musicista e cantante italiano.

## Biografia
Laureato in lingua e letteratura francese presso l’Istituto Universitario Orientale di Napoli, frequenta anche la Sorbona di Parigi e quindi l’Università di Tolosa, dove consegue il titolo di Doctorat ès lettres.
In Italia, si dedica all’insegnamento della lingua francese ed alla divulgazione dell’opera di Georges Brassens, di cui diventa profondo conoscitore.

Da metà degli anni Ottanta in poi trascorre lunghi periodi a Sète, città natale di Brassens, dove stringe amicizia con alcuni parenti diretti del musicista e, anche grazie a ricerche storiche d’archivio presso il comune di Marsico Nuovo, in provincia di Potenza, scopre per primo le origini lucane della famiglia materna dello stesso (e non napoletane, come veniva riferito nelle biografie e come Brassens stesso erroneamente credeva), pubblicandone il risultato nel saggio intitolato Il mio Brassens” . Suggerisce inoltre una forte influenza diretta fra le canzoni materne che il futuro cantautore francese avrebbe ascoltato da bambino e lo stile musicale che egli istintivamente sviluppò, in particolare per la presenza di ritmi che combaciano con quelli della tarantella tradizionale o “pura” nel suo repertorio.

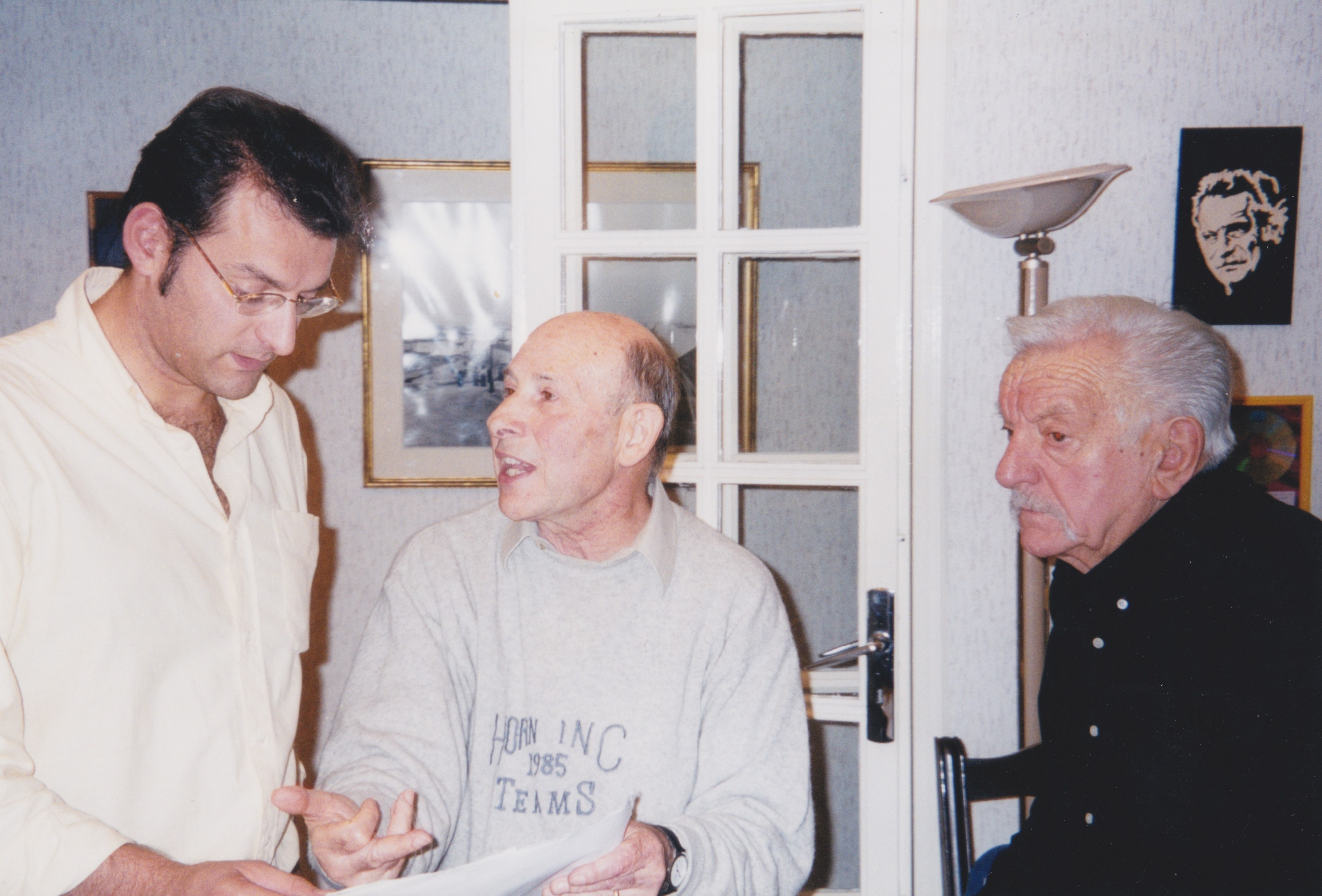
G. Setaro con Georges Granier, cugino di G. Brassens, e il figlio Bruno

Cantante e chitarrista autodidatta, registra in studio un centinaio di brani del cantautore francese da lui tradotti. Dal 2000 al 2003, partecipa in qualità di musicista e d’interprete italiano a quattro edizioni del Festival Brassens di Vaison-la-Romaine, in Provenza, ricevendo ampio successo di critica.
Nel 2001 rappresenta l’Italia al Gran Galà del 2001 presso il teatro “Molière” di Sète per commemorare il ventesimo anniversario della morte del poeta. Per due edizioni consecutive, nel 2002 e nel 2003, è ospite del Festival Brassens di Berlino-Basdorf.
Nel 2012 viene pubblicata una sua raccolta di 110 canzoni “ritmiche” del cantautore di Sète tradotte in lingua italiana.

## Discografia
- 2001 – Omaggio a Georges Brassens
- 2002 – Omaggio a Georges Brassens N. 2
- 2003 – Omaggio a Georges Brassens e ai suoi poeti
- 2004 – Omaggio a Georges Brassens N. 4
- 2005 – Omaggio a Georges Brassens N. 5
- 2006 – Omaggio a Georges Brassens N. 6
- 2007 – Omaggio a Georges Brassens N. 7

## Pubblicazioni
- AA.VV., Georges Brassens, Una cattiva reputazione, Aracne Editrice, 2007
- Brassens in italiano - 110 Canzoni tradotte da Giuseppe Setaro con testi francesi a fronte e accordi per chitarra, Sestante edizioni, 2012, ISBN 978-8866420422